# Серая танагра
Серая танагра (Tangara inornata) — вид птиц из семейства Танагровых (Thraupidae). Серая танагра распространена в тропических и субтропических лесах Колумбии, Коста-Рики и Панамы. В Красном списке МСОП этому виду присвоен статус таксона, «вызывающего наименьшие опасения» (LC).

## Подвиды
- Tangara inornata inornata (Gould, 1855)
- Tangara inornata languens (Bangs & Barbour, 1922)
- Tangara inornata rava (Wetmore, 1963)